# Campeonato Europeo de Baloncesto Femenino de 1997
El 26 Campeonato Europeo de Baloncesto Femenino se celebró en Hungría entre el 6 de junio y el 15 de junio de 1997 bajo la denominación EuroBasket Femenino 1997. El evento fue organizado por la Confederación Europea de Baloncesto (FIBA Europa) y la Federación Húngara de Baloncesto.
Un total de doce selecciones nacionales afiliadas a FIBA Europa compitieron por el título europeo, cuyo anterior portador era la Selección femenina de baloncesto de Ucrania, vencedor del EuroBasket 1995. 
La Selección femenina de baloncesto de Lituania conquistó su primera medalla de oro continental al derrotar en la final al equipo de Eslovaquia con un marcador de 72-62.  En el partido por el tercer puesto el conjunto de Alemania obtuvo la medalla de bronce al ganar a Hungría.
| Predecesor: Rep Checa 1995 | Campeonato Europeo de Baloncesto Femenino 26 edición | Sucesor: Polonia 1999 |